# Преображение (Рубенс)
«Преображе́ние» — картина фламандского живописца Питера Пауля Рубенса, написанная в период с 1604 по 1605 год. Находится в коллекции Музея изобразительного искусства в Нанси (Франция).

## История
«Преображение», как часть триптиха, было заказано Рубенсу в конце 1604 года Винченцо I, герцогом Гонзага для украшения капеллы иезуитской церкви Пресвятой Троицы в Мантуе. В капелле «Преображение» было расположено справа от алтаря, «Семья Гонзага поклоняется Святой Троице» была наверху, а «Крещение Христа» слева. Картина писалась Рубенсом без подготовительного эскиза. Убранство церкви было открыто в июне 1605 года и считается первым шедевром Рубенса.
В 1798 году в город вошли наполеоновские войска; картина была изъята и передана Центральному художественному музею. Она была направлена в Музей изобразительного искусства Нанси в 1803 году, а передача права собственности произошла лишь в 2008 году.
Картина была повреждена во время Второй мировой войны, поскольку хранилась в сложенном состоянии. В конце 1980-х годов она в течение двух месяцев реставрировалась. Эта реставрация, проведённая в Музее изобразительного искусства в Нанси, а не в Лувре из-за больших размеров полотна привлекла особое внимание к этой работе.

## Описание и анализ
При создании произведения Рубенс был вдохновлён «Преображением» Рафаэля, что особенно проявилось в совмещении сюжетов Преображения Господне и исцеления одержимого ребёнка. В своём «Путешествии по Италии» Жозеф Жером Лефрансуа де Лаланд отмечает, что Рубенс гораздо лучше, чем Рафаэль, связывает эти два эпизода на своей картине. Его новаторство, помимо горизонтального формата, заключается в применении стиля барокко. Это выражается, в частности, в силе фигур, чувственности женских персонажей и страстности мужских. Выбор композиции, как и тёплый и энергичный колорит, вдохновлён искусством Венеции XVI века, особенно Тицианом, Тинторетто и Веронезе.

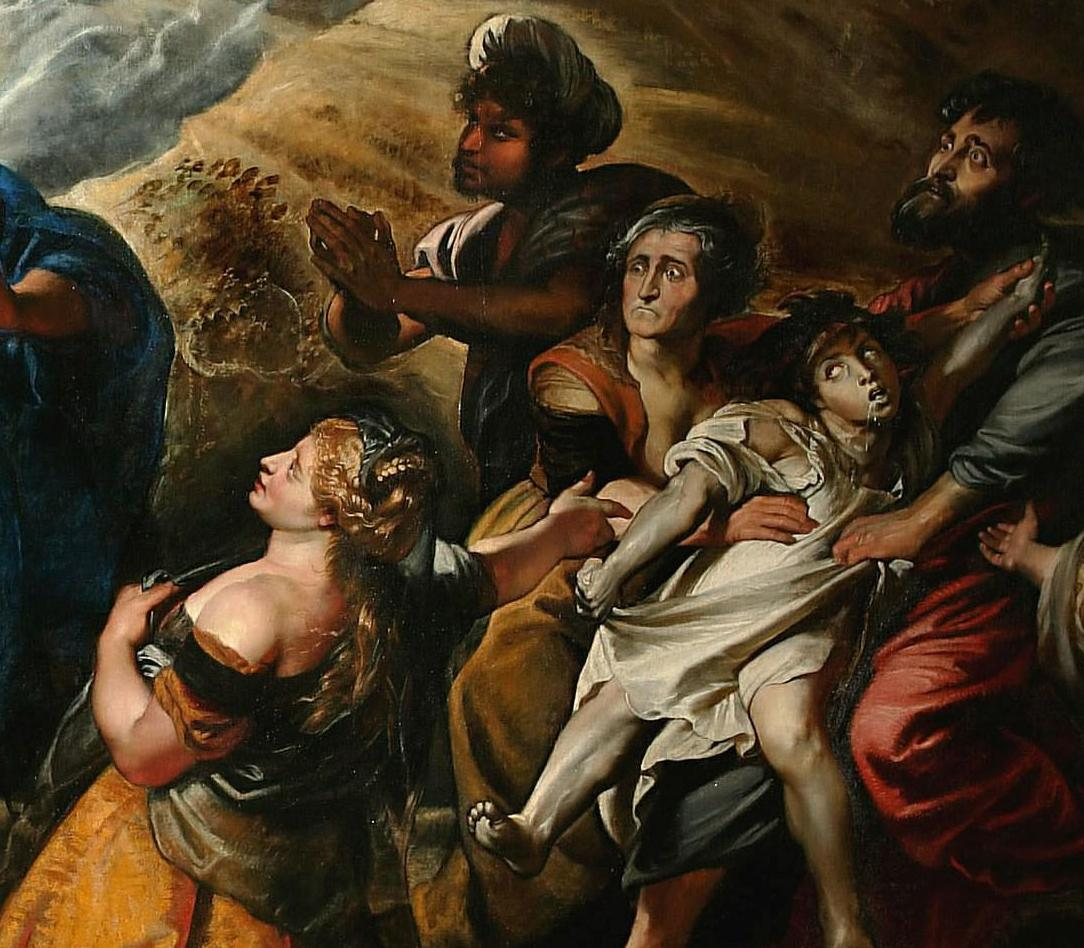
«Преображение», деталь: Мария Магдалина слева и одержимый ребёнок справа

Цвета полотна очень контрастны: свет, освещающий сцену, кажется, исходит от Христа, облегчая чтение картины, которое, таким образом, переходит к одержимому ребёнку. Иисуса окружают Моисей и Илия, а апостолы Иоанн, Иаков и Пётр падают ниц у его ног. Театральность сцены обусловлена, в частности, подчёркнуто гротескной позой ребёнка, а также гигантизмом апостолов с левой стороны произведения.
Французский историк искусств Эдуар Мишель особенно восхвалял живописное богатство «Преображения», в частности игру света на Марии Магдалине и тени деревьев, показывающее эволюцию в стиле художника, начиная с картин 1602 года.
Контраст света и тени интерпретируется Э. Шамонар-Этьеном как представление божественной природы, когда свет до того ослепителен, что становится тьмой.